# Chwalborzyce (gromada)
Chwalborzyce (do 31 XII 1966 Miniszew) – dawna gromada, czyli najmniejsza jednostka podziału terytorialnego Polskiej Rzeczypospolitej Ludowej w latach 1954–1972.
Gromady, z gromadzkimi radami narodowymi (GRN) jako organami władzy najniższego stopnia na wsi, funkcjonowały od reformy reorganizującej administrację wiejską przeprowadzonej jesienią 1954 do momentu ich zniesienia z dniem 1 stycznia 1973, tym samym wypierając organizację gminną w latach 1954–1972.
Gromada Chwalborzyce z siedzibą GRN w Chwalborzycach powstała 1 stycznia 1967 w powiecie poddębickim w woj. łódzkim w związku z przeniesieniem siedziby GRN gromady Miniszew z Miniszewa do Chwalborzyc i zmianą nazwy jednostki na gromada Chwalborzyce.
Gromada przetrwała do końca 1972 roku, czyli do kolejnej reformy gminnej.